# 克塞雷萨
克塞雷萨，是西班牙巴伦西亚自治区巴伦西亚省的一个市镇。总面积17平方公里，总人口1882人（2001年），人口密度111人/平方公里。